# Les Pierres-Plates

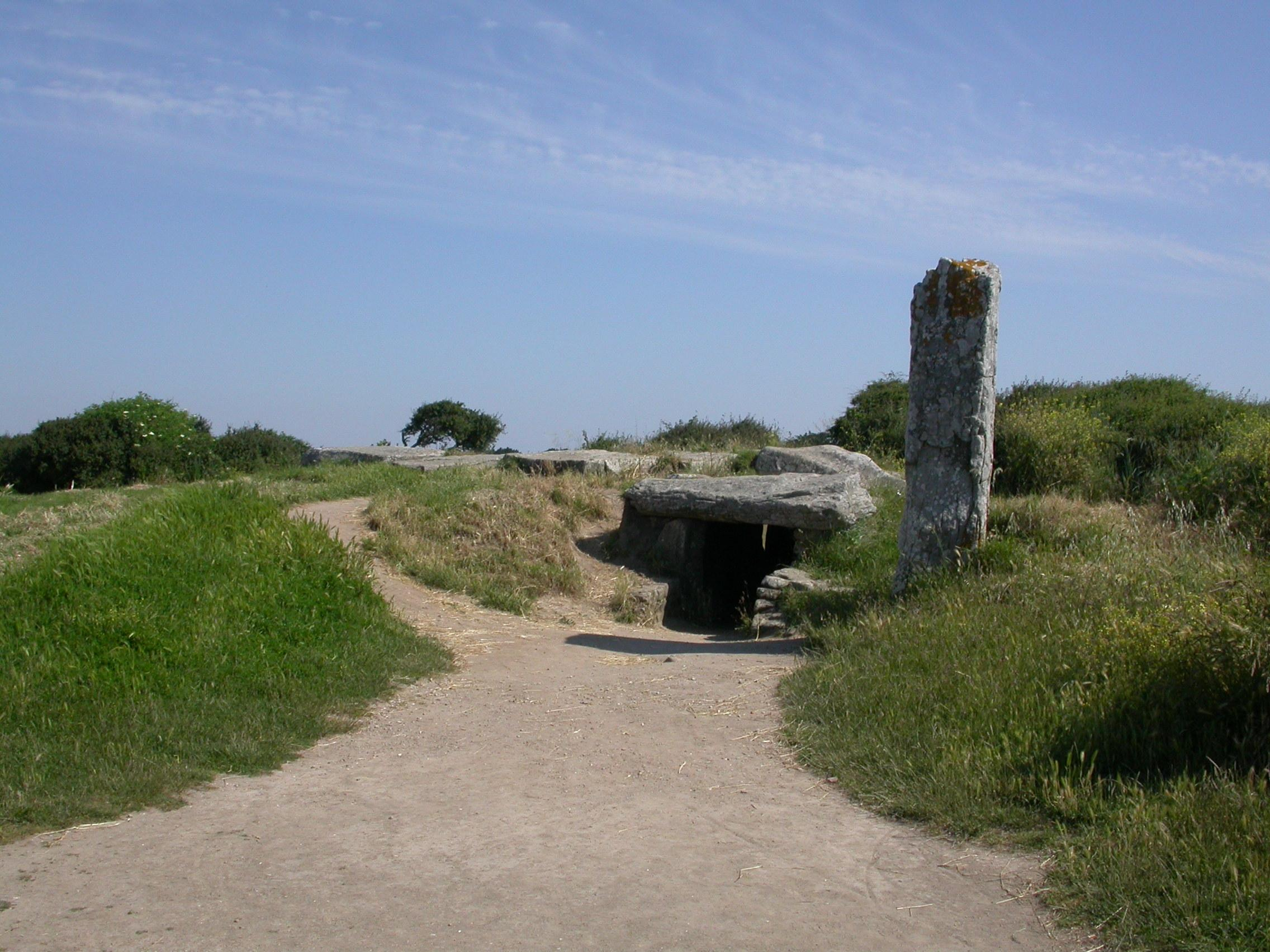
Les Pierres-Plates – Zugang mit einem sogenannten 'Menhir indicateur'

Les Pierres-Plates  (deutsch „Flache Steine“) ist eine Megalithanlage bei Locmariaquer im Département Morbihan in der Bretagne in Frankreich. Das jungsteinzeitliche Bauwerk wurde bereits im Jahr 1889 zum Monument historique erklärt. Knickdolmen sind in nur sieben Exemplaren bekannt (Dolmen von Goërem), die alle auf etwa 100 km Länge zwischen den Mündungen der Loire (bei Saint-Nazaire) und der Blavet (bei Lorient) liegen und etwa um 3000 v. Chr. entstanden sind. Eine Allée couverte mit dem Namen Dolmen de la Pierre Plate liegt im Département Val-d’Oise.

## Lage
Der „geknickte“ Dolmen (dolmen à coudé, von französisch coudé: „Ellenbogen“) Les Pierres-Plates liegt in den Dünen nur wenige Meter oberhalb eines Sandstrandes im Süden der Halbinsel von Locmariaquer.

## Anlage
Wahrscheinlich war der Dolmen von Les Pierres-Plates ursprünglich von einem Erd- und/oder Steinhügel (Cairn) bedeckt, der im Laufe der Zeit – wahrscheinlich von Menschenhand – abgetragen wurde. 1813 wurde die Anlage entdeckt und ausgegraben. Drei fehlende Decksteine im Bereich des Knicks wurden bei umfassenden Restaurierungsarbeiten unter der Leitung von Zacharie Le Rouzic (1864–1939) im Jahre 1931 ersetzt. Auch die Erneuerung der Bruchsteinmauern und die seitliche Anschüttung aus Sand und Erde entstammen dieser Zeit.

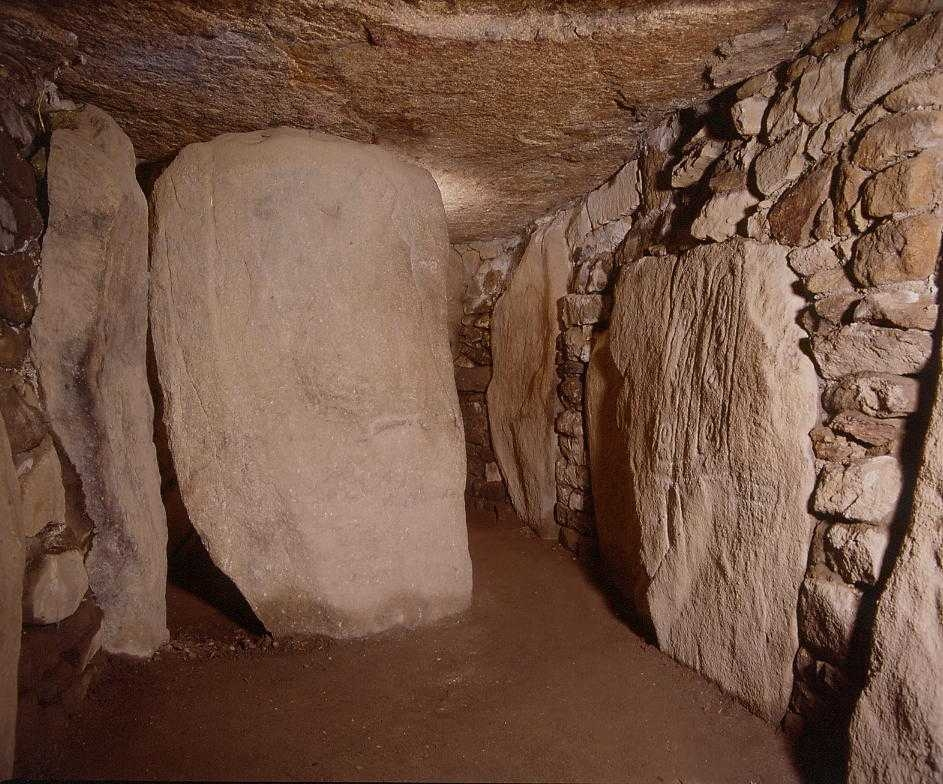
Les Pierres-Plates – Endbereich des Ganges mit Trennplatte; die – nicht verbreiterte – Hauptkammer und das Ende des Gangbereichs werden von einem einzigen, leicht nach unten gewölbten, großen Deckstein bedeckt, der wohl als Teilstück eines gewaltsam umgestürzten Großmenhirs anzusehen ist.

### Ausrichtung
Der Hauptteil des Dolmen à coudé (Ellenbogendolmen) ist in südöstlicher Richtung orientiert; diese Ausrichtung findet sich bei vielen Dolmen in der Bretagne (darunter auch bei den Dolmen von Goërem im Morbihan und beim ausgegangenen "Dolmen von Keravel" bei Saint-Pol-de-Léon im Département Finistère). Durch den (später hinzugefügten?) Knick wurde die Ausrichtung des Eingangsbereichs nach Süden geändert.

### Architektur
Die etwa 24 m lange und um etwa 120° geknickte Anlage wird als Knickdolmen (Dolmen à coudé) bezeichnet. Er umfasst hinter dem nur etwa 1,40 m hohen Eingang einen geraden Bereich von sechs Metern Länge. Hinter dem Knick, von dem aus eine kleine Seitenkammer in westlicher Richtung abzweigt, führt der Gang – mit leicht ansteigender Kopfhöhe – in die etwa 1,75 m hohe Hauptkammer. Die von einem großen, leicht nach unten gewölbten Deckstein – wahrscheinlich ein Teilstück eines ehemaligen Menhirs – vollständig bedeckte Hauptkammer ist nicht breiter als der Gang und wird durch eine senkrechte große Platte vom Gangbereich getrennt. Große Teile der Wandflächen und der Raum oberhalb der Tragsteine (Orthostaten) sind mit kleinen Bruchsteinen gefüllt.

### Steine
Nahezu alle 38 Tragsteine sowie 7 Decksteine von Les Pierres-Plates sind aus Granit. Lediglich vier Steine – darunter der Deckstein der Kammer – bestehen aus Orthogneis und sind wahrscheinlich als Teilstücke eines absichtlich zerbrochenen Großmenhirs anzusehen (vgl. Gavrinis, Table des Marchand, Er Grah, Mané Rutual u. a.).

## Ornamentik

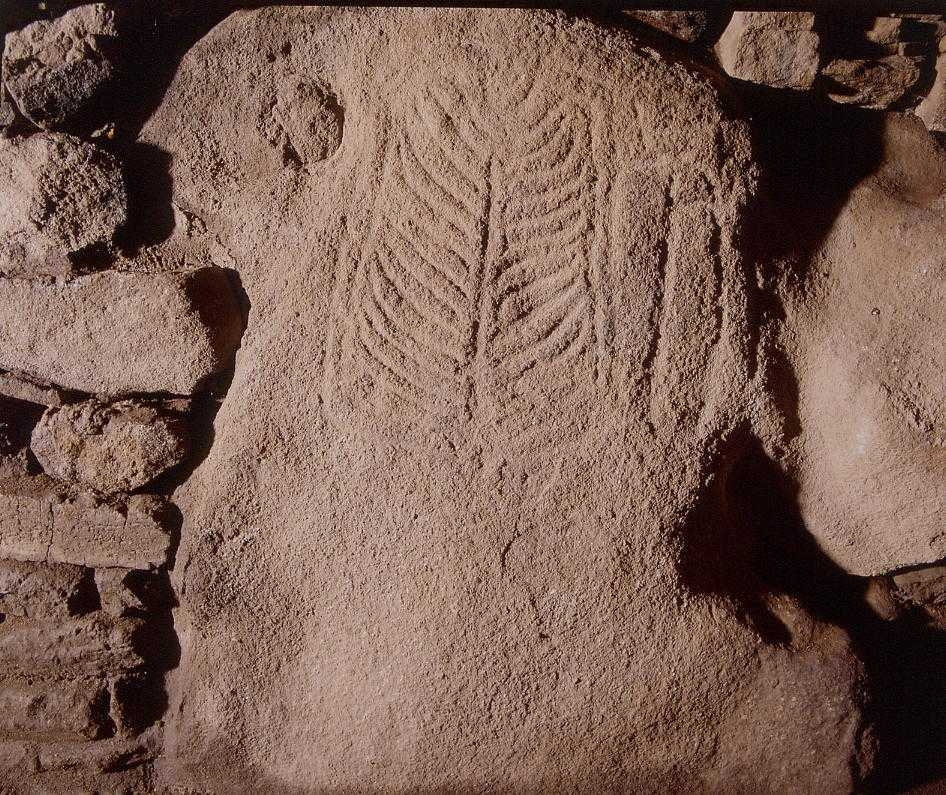
Les Pierres-Plates – 'Schildidol' mit Rippenstruktur

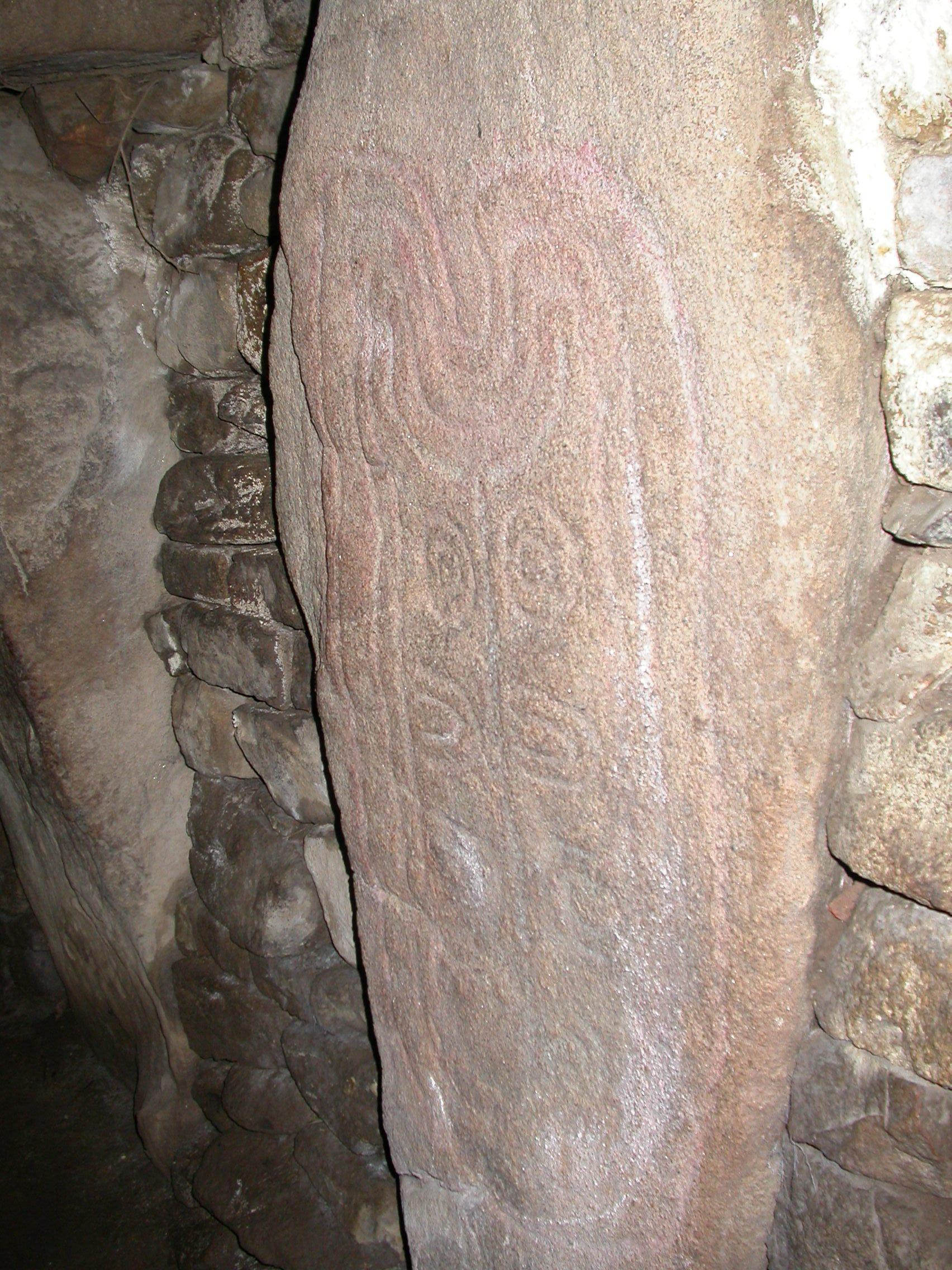
Les Pierres-Plates – 'Schildidol' mit Brüsten(?)

Vom Eingang an sind mehrere – zuvor geglättete – Tragsteine mit Gravuren bedeckt, die als Sonderform der so genannten 'Schildidole' (Scutiforme) möglicherweise Fruchtbarkeitsgöttinnen mit vielfachen 'Brüsten' darstellen. Die rippenartigen Formen anderer Steine betrachtete man dagegen zu einer Zeit, in der man allenthalben ägyptische Einflüsse zu erkennen glaubte, als Palmen oder Skarabäen. Es handelt sich hier jedoch möglicherweise um das, auch in anderen Knickdolmen im Morbihan variierte Thema der Muttergöttin. Sie kommt auch in Anlagen wie Dolmen von Keravel (ausgegangen), Rocher au Bono-Plouguemelen, Dolmen von Goërem in Gâvres oder im Galeriegrab von Luffang in Crach vor. Hier erinnert die Darstellung eher an einen mediterranen Kopffüßer.
Ein ornamentierter Tragstein aus dem Dolmen von Les Pierres-Plates wurde zu seinem Schutz ins Musée de Préhistoire von Carnac überstellt.

## Menhir
Am Eingang des Bauwerks steht ein so genannter Menhir indicateur, bei dem es sich um einen eher untypischen, bei der Restaurierungskampagne von 1931 aufgerichteten Stein mit abgeflachter Spitze und z. T. rechtwinkligen Kanten handelt. Wie auf alten Fotografien zu sehen ist, lag der Stein unmittelbar vor dem Eingang des Bauwerks. Ob dieser Stein mit seiner ungewöhnlichen Form jemals aufrecht gestanden und eventuell als Landmarke für die Seefahrer prähistorischer Zeiten gedient hat, ist unklar.

## Datierung
Der Dolmen von Pierres-Plates wird von den meisten Forschern – jedoch zumeist ohne Angabe von Gründen – ins jüngere Neolithikum, d. h. in die Zeit zwischen 3500 und 3000 v. Chr., datiert. Abweichungen von einer entwickelten und über Jahrhunderte tradierten Form (hier die Seitenkammer und der Knick) werden oft jünger datiert. Doch sowohl die Wiederverwendung von Teilstücken älterer Menhire als auch die Ornamentik stellen Les Pierres-Plates in eine Reihe mit den anderen Dolmen im Morbihan, die – nach aktuellem Forschungsstand – in den Zeitraum zwischen 4200 und 4000 v. Chr. eingeordnet werden. Die Frage, ob der abgeknickte Eingangsbereich und die Seitenkammer eventuell spätere Hinzufügungen sind, wird kaum gestellt.

## Bedeutung
Der wegen seiner Gravuren berühmte Dolmen ist ein gutes Beispiel für mögliche Abwandlungen der ursprünglich geradlinig ausgerichteten Dolmen. Der Verzicht auf eine vergrößerte Hauptkammer unterscheidet ihn von anderen megalithischen Bauwerken im Morbihan. Insgesamt existieren an der bretonischen Küste zwischen Lorient und der Loire-Mündung noch weitere acht Knickdolmen.